# Mikko Härkin
Mikko Sakari Härkin (Keitele, 25 maggio 1979) è un tastierista finlandese, noto soprattutto per aver suonato per due anni nella band power metal dei Sonata Arctica. Attualmente fa parte dei Random Eyes ed è turnista live dei Luca Turilli's Rhapsody.

## Biografia
Nel 1999 si è unito ai Kenziner, con cui ha registrato e pubblicato un album, The Prophecies, il primo per lui.
L'anno successivo si è trasferito a suonare con i Sonata Arctica, prendendo parte ad un tour europeo insieme agli Stratovarius e ai Rhapsody. L'album Silence vede la sua collaborazione alla tastiera, così come il seguente album, Songs of Silence, primo disco live dei Sonata Arctica, uscito nel 2002. Al termine dello stesso anno lascia il gruppo per motivi personali.
Nel 2003 fonda un nuovo gruppo, i Wingdom. Il loro primo disco, Reality, viene pubblicato nel 2006. Dopo questa produzione, Härkin lascia la band. Successivamente i Divinefire lo chiamano a suonare per le registrazioni del loro nuovo album, Hero.
Altri progetti paralleli dello stesso Härkin sono attualmente gli Essence of Sorrow, i Mehida e i Random Eyes. Da sottolineare la collaborazione con Jani Stefanovic, chitarrista dei Divinefire, sia negli Essence of Sorrow che nei Mehida.
In questo momento, Harkin fa parte inoltre della power metal band finlandese Cain's Offering, il nuovo progetto dell'ex chitarrista dei Sonata Arctica, Jani Liimatainen. Il loro primo disco, Gather the Faithful, viene pubblicato in Agosto, nel 2009.

## Discografia
- Kenziner - Prophecies (1999)
- Sonata Arctica - Silence (2001)
- Sonata Arctica - Songs of Silence (2002)
- Divinefire - Hero (2005)
- Wingdom - Reality (2006)
- Essence of Sorrow - Reflections from the Obscure (2007)
- Mehida - Blood & Water (2007)
- Cain's Offering - Gather the Faithful (2009)
- Solution .45 - For Aeons Past (2010)
- Symfonia - In Paradisum (2011)
- Avalon - The Land of New Hope (2013)